# Zeilen op de Olympische Zomerspelen 2020
Zeilen was een van de sporten die beoefend werd tijdens de Olympische Zomerspelen 2020 in Tokio. De wedstrijden vonden van 26 juli tot en met 5 augustus 2021 plaats op het water van de Enoshima.

## Kwalificatie
Er namen 350 zeilers deel aan de wedstrijden, 175 vrouwen en 175 mannen. Elk land mocht maximaal één boot per klasse afvaardigen, wat een maximum van vijftien deelnemers inhoudt. Gastland Japan mocht in elke klasse een boot afvaardigen en in totaal dus vijftien deelnemers. De belangrijkste kwalificatiewedstrijd was de wereldkampioenschappen zeilen 2018 in het Deense Aarhus waar ongeveer 100 van de 250 quotaplaatsen per klasse werden vergeven. De overige quotaplaatsen worden vergeven op de wereldkampioenschappen per klasse in 2019 en op continentale regatta's.

### Mannen
| Boot   | WK2018 | WK2019 | AFR | AZI | AZS | OCE | EUR | PAN | N-A | Z-A | Gastland | TRI | Totaal | Totaal  |
| Boot   | WK2018 | WK2019 | AFR | AZI | AZS | OCE | EUR | PAN | N-A | Z-A | Gastland | TRI | Boten  | Atleten |
| ------ | ------ | ------ | --- | --- | --- | --- | --- | --- | --- | --- | -------- | --- | ------ | ------- |
| RS:X   | 10     | 8      | 1   | 1   | 0   | 1   | 1   | 0   | 1   | 1   | 1        | 0   | 25     | 25      |
| Laser  | 14     | 5      | 2   | 2   | 1   | 2   | 2   | 2   | 1   | 1   | 1        | 2   | 35     | 35      |
| Finn   | 8      | 4      | 1   | 1   | 0   | 1   | 1   | 0   | 1   | 1   | 1        | 0   | 19     | 19      |
| 470    | 8      | 4      | 1   | 1   | 0   | 1   | 1   | 0   | 1   | 1   | 1        | 0   | 19     | 38      |
| 49er   | 8      | 4      | 1   | 1   | 0   | 1   | 1   | 0   | 1   | 1   | 1        | 0   | 19     | 38      |
| Totaal | 48     | 25     | 6   | 6   | 1   | 6   | 6   | 2   | 5   | 5   | 5        | 2   | 117    | 155     |

### Vrouwen
| Boot         | WK2018 | WK2019 | AFR | AZI | AZS | OCE | EUR | PAN | N-A | Z-A | Gastland | TRI | Totaal | Totaal  |
| Boot         | WK2018 | WK2019 | AFR | AZI | AZS | OCE | EUR | PAN | N-A | Z-A | Gastland | TRI | Boten  | Atleten |
| ------------ | ------ | ------ | --- | --- | --- | --- | --- | --- | --- | --- | -------- | --- | ------ | ------- |
| RS:X         | 11     | 9      | 1   | 1   | 0   | 1   | 1   | 0   | 1   | 1   | 1        | 0   | 27     | 27      |
| Laser Radial | 18     | 10     | 2   | 2   | 1   | 2   | 2   | 2   | 1   | 1   | 1        | 2   | 44     | 44      |
| 470          | 8      | 6      | 1   | 1   | 0   | 1   | 1   | 0   | 1   | 1   | 1        | 0   | 21     | 42      |
| 49erFX       | 8      | 6      | 1   | 1   | 0   | 1   | 1   | 0   | 1   | 1   | 1        | 0   | 21     | 42      |
| Totaal       | 45     | 31     | 5   | 5   | 1   | 5   | 5   | 2   | 4   | 4   | 4        | 2   | 113    | 155     |

### Gemengd
| Boot     | WK2018 | WK2019 | AFR | AZI | OCE | EUR | N-A | Z-A | Gastland | TRI | Totaal | Totaal  |
| Boot     | WK2018 | WK2019 | AFR | AZI | OCE | EUR | N-A | Z-A | Gastland | TRI | Boten  | Atleten |
| -------- | ------ | ------ | --- | --- | --- | --- | --- | --- | -------- | --- | ------ | ------- |
| Nacra 17 | 8      | 5      | 1   | 1   | 1   | 1   | 1   | 1   | 1        | 0   | 20     | 40      |

## Medailles
| Onderdeel                         | Goud | Goud                          | Zilver | Zilver                            | Brons | Brons                             |
| --------------------------------- | ---- | ----------------------------- | ------ | --------------------------------- | ----- | --------------------------------- |
| Eenpersoonsjol (finn) (m)         | GBR  | Giles Scott                   | HUN    | Zsombor Berecz                    | ESP   | Joan Cardona Méndez               |
| Eenpersoonsjol (laser) (m)        | AUS  | Matthew Wearn                 | CRO    | Tonči Stipanović                  | NOR   | Hermann Tomasgaard                |
| Tweepersoonsjol (470) (m)         | AUS  | Mathew Belcher William Ryan   | SWE    | Fredrik Bergström Anton Dahlberg  | ESP   | Nicolás Rodríguez Jordi Xammar    |
| Tweepersoonsjol (49er) (m)        | GBR  | Stuart Bithell Dylan Fletcher | NZL    | Peter Burling Blair Tuke          | GER   | Erik Heil Thomas Plößel           |
| Plankzeilen (rs:x) (m)            | NED  | Kiran Badloe                  | FRA    | Thomas Goyard                     | CHN   | Bi Kun                            |
|                                   |      |                               |        |                                   |       |                                   |
| Catamaran (nacra-17) (gemengd)    | ITA  | Caterina Banti Ruggero Tita   | GBR    | Anna Burnet John Gimson           | GER   | Alica Stuhlemmer Paul Kohlhoff    |
|                                   |      |                               |        |                                   |       |                                   |
| Eenpersoonsjol (laser radial) (v) | DEN  | Anne-Marie Rindom             | SWE    | Josefin Olsson                    | NED   | Marit Bouwmeester                 |
| Tweepersoonsjol (470) (v)         | GBR  | Eilidh McIntyre Hannah Mills  | POL    | Jolanta Ogar Agnieszka Skrzypulec | FRA   | Camille Lecointre Aloïse Retornaz |
| Tweepersoonsjol (49er FX) (v)     | BRA  | Martine Grael Kahena Kunze    | GER    | Susann Beucke Tina Lutz           | NED   | Annemiek Bekkering Annette Duetz  |
| Plankzeilen (rs:x) (v)            | CHN  | Lu Yunxiu                     | FRA    | Charline Picon                    | GBR   | Emma Wilson                       |

### Medaillespiegel
| Plaats | Land             | NOC    | Goud | Zilver | Brons | Totaal |
| ------ | ---------------- | ------ | ---- | ------ | ----- | ------ |
| 1      | Groot-Brittannië | GBR    | 3    | 1      | 1     | 5      |
| 2      | Australië        | AUS    | 2    | 0      | 0     | 2      |
| 3      | Nederland        | NED    | 1    | 0      | 2     | 3      |
| 4      | China            | CHN    | 1    | 0      | 1     | 2      |
| 5      | Brazilië         | BRA    | 1    | 0      | 1     | 0      |
| 5      | Denemarken       | DEN    | 1    | 0      | 1     | 0      |
| 5      | Italië           | ITA    | 1    | 0      | 1     | 0      |
| 8      | Frankrijk        | FRA    | 0    | 2      | 1     | 3      |
| 9      | Zweden           | SWE    | 0    | 2      | 0     | 2      |
| 10     | Duitsland        | GER    | 0    | 1      | 2     | 3      |
| 11     | Hongarije        | HUN    | 0    | 1      | 0     | 1      |
| 11     | Kroatië          | CRO    | 0    | 1      | 0     | 1      |
| 11     | Nieuw-Zeeland    | NZL    | 0    | 1      | 0     | 1      |
| 11     | Polen            | POL    | 0    | 1      | 0     | 1      |
| 15     | Spanje           | ESP    | 0    | 0      | 2     | 2      |
| 16     | Noorwegen        | NOR    | 0    | 0      | 1     | 1      |
| Totaal | Totaal           | Totaal | 10   | 10     | 10    | 30     |